# Robert de Nantes
Robert de Nantes, mort le 8 juin 1254, est le patriarche latin de Jérusalem entre 1240 et 1254.

## Origine
Robert est originaire de la Saintonge en France, dont la preuve est une lettre du pape Alexandre IV envoyée en 1255, après la mort de Robert, au neveu de celui-ci, Pierre Vigier, alors un prêtre dans le diocèse de Saintes. Le frère de Pierre, Hugues, fréquentait l'université de Bologne aux années 1260 avec un collègue, Geoffroi d'Archiac. Pierre est également archiprêtre de la paroisse d'Archiac, et Pierre, Hugues et Geoffroi sont tous les trois évêques de Saintes. Le père de Pierre et d'Hugues s'appelait également Hugues mais ni leur relation exacte avec Robert, ni le lieu ni la date de naissance de ce dernier, ne sont connus.

## En Italie
Selon Aubry de Trois-Fontaines, Robert est évêque quelque part dans les Pouilles d'où il a été expulsé par l'empereur du Saint-Empire Frédéric II à un certain moment avant 1236.
Il est possible, sans toutefois être certain, que Robert est l'évêque d'Aquino autrement anonyme, qui participe à l'invasion du territoire italien de Frédéric par le pape Grégoire IX en 1229, alors que l'empereur est en croisade. Lors du retour de Frédéric en Italie, l'évêque d'Aquino est temporairement exilé au Mont-Cassin avant d'être autorisé à revenir à Aquino sous les dispositions du traité de San Germano en 1230. On ne sait pas comment est arrivé Robert en Italie depuis de la Saintonge, mais il est possible, sans encore une fois être certain, que Robert étudiait ou enseignait à l'université de Bologne tout comme le fait son neveu Hugues ultérieurement. Dans ce cas, Robert aurait été recruté pendant la légation en Lombardie du cardinal Ugolino, le futur Grégoire IX, et que Robert est l'évêque anonyme d'Aquino entre 1225 et 1235.

## Évêque de Nantes
En 1236 il est nommé par Grégoire évêque de Nantes dans la duché de Bretagne. Une fois installé Robert entre en conflit avec le duc de Bretagne Pierre de Dreux et le fils de celui-ci, Jean le Roux, tous les deux accusés de s'être approprié les biens de l'église bretonne. Grégoire l'aurait considéré le bon candidat pour le poste en raison de ses expériences semblables avec l'empereur Frédéric. Robert se plaint à Grégoire à plusieurs reprises par écrit et se présente en personne à Rome en 1238. Il est probable que Robert reste à Rome et ne retourne jamais à Nantes .
Entre-temps l'empereur Frédéric prétend agir à titre de régent du royaume de Jérusalem au nom de son fils mineur Conrad dont la mère, Isabelle, morte en couches en 1228, a été reine de Jérusalem. Frédéric est cependant excommunié par le pape Grégoire avant de partir en croisade en 1229. Cette croisade avait récupéré Jérusalem au moyen dune trêve de dix ans conclue entre Frédéric et le sultan d'Égypte al-Kâmil . En prévision de la fin de la trêve en 1239, la croisade des barons, dans laquelle participe Pierre de Dreux, est présent en orient latin en 1239-1240. La croisade réussit à garder le contrôle sur Jérusalem. 

## Patriarche de Jérusalem
À peu près au même moment, tout probablement en 1238, juste avant l'arrivée de la croisade des barons, le patriarche de Jérusalem Gérold de Lausanne meurt. Les canons de l'église du Saint-Sépulcre de Jérusalem élisent Jacques de Vitry, ancien évêque de Saint-Jean d’Acre pour le remplacer. Jacques détestait Acre et avait bien avant quitté la ville pour retourner en Italie. Il est très peu probable que Jacques aurait voulu accepter la nomination. De toute évidence le deuxième choix du pape s'est porté sur Lando, l'archévêque de Messine, qui en 1239 rapporte la nouvelle à l'empereur et reçoit les félicitations et le soutien de celui-ci. Pour des raisons inconnues, mais peut-être en raison de son amitié avec Frédéric, toujours l'ennemi du pape, Lando n'est jamais confirmé comme patriarche. À sa place, Robert est nommé le nouveau patriarche le 14 mai 1240 (peu de temps après la mort de Jacques de Vitry le 1er mai). La nomination de Robert est, selon toute vraisemblance, encore une fois due à l’expérience de ce dernier face à Frédéric dans les Pouilles quelques années auparavant.
Robert reste en Italie avec une légation à Gênes, où il est chargé de procurer des vaisseaux pour transporter les évêques et les cardinaux de France et d'Angleterre à Rome, où le pape Grégoire envisageait un concile pour détrôner l'empereur Frédéric. Cette flotte est cependant détruite lors de la bataille de Giglio en 1241 et plusieurs évêques sont faits prisonniers. Quelques mois plus tard le pape Grégoire meurt. À la suite du règne très bref du pape Célestin IV (octobre-novembre 1241), le Saint-Siège reste vacant pendant deux ans lorsque Frédéric tente de forcer les cardinaux à élire un pape amiable à l'empire. L'impasse dure jusqu'à l'élection du pape Innocent IV en 1243.
Robert reste sans doute à Gênes, la ville de naissance du nouveau pape, n'osant pas à s'aventurer dans la nord de l'Italie alors sous le contrôle de l'empereur. Innocent confirme sa nomination comme patriarche et légat apostolique en Terre sainte, et à l'été 1244 Robert débarque enfin à Saint Jean d'Acre. Robert fait un pèlerinage à Jérusalem mais, à peine arrivée, les Khwarezmiens s'emparent de Jérusalem en août.
Les Khwarezmiens sont alliés au sultan ayyoubide de l'Égypte as-Salih Ayyoub, fils du sultan al-Kamil. En réponse, Robert et les autres chefs du royaume de Jérusalem concluent une alliance avec l'émir ayyoubide de Damas, as-Salih Ismaël. Au mois d'octobre de 1244, les Khwarezmiens et les Égyptiens vainquent cette coalition franco-syrienne à la bataille de Forbie. Selon ses propres dires, Robert prend part à la bataille et échappe de peu à la mort. À ce stade, tant d'autres chefs latins étant morts or fait prisonniers, Robert devient « la personne la plus importante du royaume ».
Ensuite il se donne pour tâche d'organiser la défense du royaume et de convaincre les rois européens de rejoindre la prochaine croisade.  

## Septième croisade
Bien que le pape Innocent cible Louis IX de France pour diriger la nouvelle croisade, Robert tente de recruter Henri III d'Angleterre. En 1247 Robert lui envoie une relique du sang du Christ. Cette tentative ne connaît pas le succès.
En 1248 Louis arrive à Chypre accompagné d'Eudes de Châteauroux, qui remplace Robert comme légat apostolique. Louis envahit l'Égypte en juin de 1249. Ayant immédiatement capturé le port de Damiette, les croisés y restent jusqu'au mois de février 1250, quand Louis commence à avancer vers le Caire. Louis est cependant vaincu et est fait prisonnier lors de la bataille de Fariskur. Les prisonniers sont détenus jusqu'en mai. Entretemps, le gouvernement ayyoubide est renversé par ses soldats esclaves, les Mamelouks. Robert arrive pour négocier la libération du roi mais il est également emprisonné avec Louis, torturé et menacé d'exécution. Les Mamelouks libèrent enfin Louis, Robert et les autres prisonniers en échange d'une rançon énorme et de la restitution de la ville de Damiette. Les croisés retournent vers la France ou à Saint-Jean d'Acre, d'où Louis passe les prochains quatre ans à reconstruire et réparer les fortifications du royaume.

## Mort
Louis retourne à la France au printemps 1254. Eudes de Châteauroux, en plus d'avoir remplacé Robert comme légat apostolique, agit maintenant comme patriarche. Robert serait trop âgé ou malade, ou ne se serait jamais remis des blessures reçues en captivité en Égypte. Il a peut-être plus de quatre-vingt ans ; selon Jean de Joinville il était « homme vieux et ancien » en 1250. Robert meurt le 8 juin 1254. Eudes continue à agir comme patriarche jusqu'à son départ plus tard à l'automne. Les canons du Saint-Sépulcre élisent Opizo dei Fieschi, patriarche latin d'Antioche et neveu du pape Innocent IV comme successeur, mais Innocent meurt avant de confirmer l'élection et le nouveau pape, Alexandre IV, nomme à sa place l'évêque de Verdun Jacques Pantaléon.